# Tillia
Tillia este o comună rurală din departamentul Tchintabaraden, regiunea Tahoua, Niger, cu o populație de 17.210 locuitori (2001).